# Vajszló
Vajszló es un pueblo ubicado en el distrito de Sellye, en el condado de Baranya, Hungría.

## Superficie
Posee una superficie de 17,71 kilómetros cuadrados.

## Demografía
Hasta 2019 la población era de 1709 habitantes, con una densidad de población de 96,50 habitantes por kilómetro cuadrado.